# Elaver tigrinella
Elaver tigrinella är en spindelart som först beskrevs av Carl Friedrich Roewer 1951. 
Elaver tigrinella ingår i släktet Elaver och familjen säckspindlar. Inga underarter finns listade i Catalogue of Life.